# فرضية الأرض النادرة

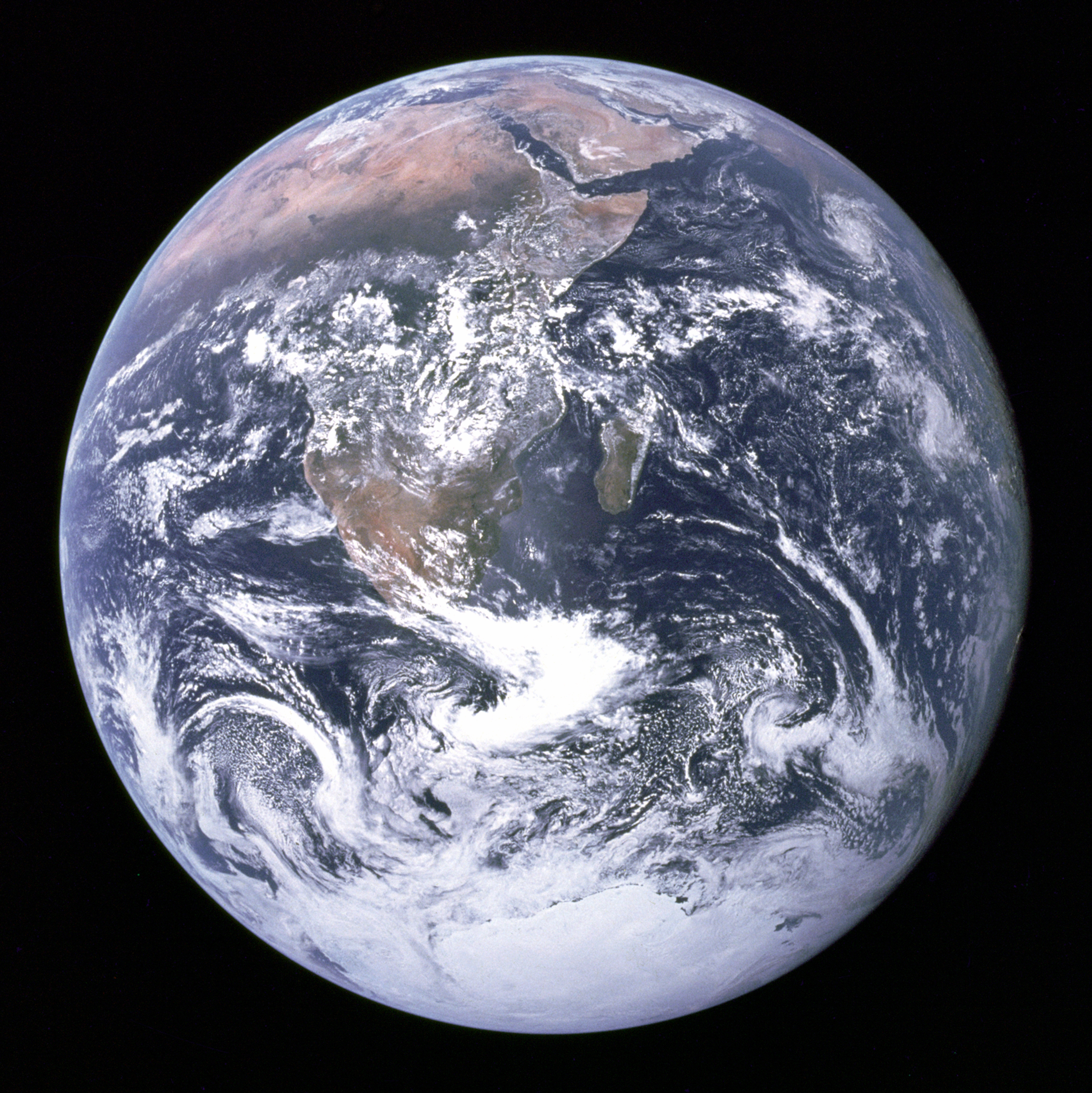
تقول فرضية الأرض النادرة أن الكواكب ذات الحياة المعقدة مثل الأرض نادرة بشكل استثنائي.

في علم فلك الكواكب وعلم الأحياء الفلكي، تشير فرضية الأرض النادرة إلى أن أصل الحياة وتطور التعقيد البيولوجي مثل التكاثر الجنسي والكائنات متعددة الخلايا على الأرض وبالتالي الذكاء البشري يتطلب مزيجًا غير محتمل من الأحداث والظروف الفيزيائية الفلكية والجيولوجية. ووفقا لهذه الفرضية، فإن الحياة المعقدة خارج كوكب الأرض هي ظاهرة غير محتملة ومن المرجح أن تكون نادرة في جميع أنحاء الكون ككل. نشأ مصطلح "الأرض النادرة" من كتاب (الأرض النادرة: لماذا الحياة المعقدة غير شائعة في الكون) الذي صدر عام 2000 من تأليف بيتر وارد عالم الجيولوجيا وعالم الحفريات ودونالد إي. براونلي عالم فلك وعالم أحياء فلكي، وكلاهما عضوان في هيئة التدريس في جامعة واشنطن.
في سبعينيات وثمانينيات القرن العشرين جادل كارل ساجان وفرانك دريك من بين آخرين بأن الأرض كوكب صخري نموذجي في نظام كوكبي نموذجي، ويقع في منطقة غير استثنائية من مجرة حلزونية. ومن مبدأ العادية (الممتد من مبدأ كوبرنيكوس)، جادلوا بأن تطور الحياة على الأرض بما في ذلك البشر كان نموذجيًا أيضًا، وبالتالي فإن الكون يعج بالحياة المعقدة. يجادل وارد وبراونلي بأن الكواكب والأنظمة الكوكبية والمناطق المجرية التي تستوعب الحياة المعقدة مثل الأرض والنظام الشمسي ومنطقة المجرة الخاصة بنا ليست نموذجية على الإطلاق ولكنها في الواقع نادرة للغاية.

## متطلبات الحياة المعقدة
تناقش فرضية الأرض النادرة أنّ تطور التعقيد الحيوي يحتاج إلى مجموعة من الظروف وليدة الصدفة مثل المنطقة المجرية الصالحة للحياة، وامتلاك النجم المركزي والنظام الكوكبي الميزات المطلوبة، والنطاق الصالح للحياة، وأن يكون الكوكب صخري ذو حجم مناسب، وأن يتميّز بعملاق غازي حارس مثل المشتري والأقمار الطبيعية الكبيرة، والشروط اللازمة للتأكد من أنّ الكوكب يمتلك غلافًا مغناطيسيًأ وصفائح تكتونية، وكيمياء الغلاف الصخري، والغلاف الجوي، والمحيطات، ودور المضخات التطورية مثل التجلد الهائل وتأثيرات النيازك المتفجرة النادرة، وأي شيء يؤدي إلى ظهور خلية حقيقية النوى، والتكاثر الجنسي، والانفجار الكامبري للحيوانات، والنباتات، والشُّعب. ربما تطلب تطور ذكاء الإنسان المزيد من الأحداث حتى الآن، والتي من غير المحتمل أن تحدث بشكل كبير لولا حدث انقراض العصر الطباشيري-الباليوجيني منذ 66 مليون عام، الذي قضى على الديناصورات باعتبارها الفقاريات الأرضية السائدة.
يناقش وارد وبراونلي أنّه من المفروض أن تقع العديد من المتغيرات في مجالات ضيقة لدعم كوكب صخري صغير للحياة المعقدة. إنّ الكون ضخم جدًا بحيث يمكن أن يحتوي على العديد من الكواكب المشابهة للأرض. لكن إن وجدت مثل هذه الكواكب فمن المحتمل أن تفصل بينها عدة آلاف من السنوات الضوئية.
قد تمنع هذه المسافات التواصل بين أي نوع ذكي يتطور على مثل هذه الكواكب، ويمكن لهذا حل مفارقة فيرمي: «إن كانت الكائنات الفضائية في الكواكب الصخرية الخارجية شائعة، فلماذا ليست ظاهرة؟»

### الموقع الصحيح في نوع المجرة المناسب
تشير الأرض النادرة إلى أنّ الكثير من الكون المعروف بما في ذلك أجزاء كبيرة من مجرتنا هي «مناطق ميتة» غير قادرة على دعم الحياة المعقدة. تشكل تلك الأجزاء من المجرة حيث الحياة المعقدة ممكنة المنطقة المجرية الصالحة للحياة، تتميز بشكل أساسي بالمسافة عن المركز المجري. عندما تزداد هذه المسافة:
1. تنخفض معدنية النجوم. إنّ المعادن (التي تعني في علم الفلك جميع العناصر ما عدا الهيدروجين والهيليوم) ضرورية لتشكل الكواكب الأرضية (الصخرية).
2. تنخفض شدة أشعة إكس وأشعة غاما الصادرة عن الثقب الأسود الموجود في المركز المجري وعن النجوم النيوترونية القريبة. وبالتالي فإنّ الكون المبكر، والمناطق المجرية الحالية حيث الكثافة النجمية عالية والمستعرات العظمى شائعة ستكون مناطق ميتة.[4]
3. يقل احتمال الاضطراب التثاقلي للكواكب والكواكب المصغرة بسبب النجوم القريبة عندما تتناقص كثافة النجوم. ولذلك كلما كان الكوكب بعيدًا عن مركز المجرة أو عن الذراع الحلزوني، كلما قل احتمال أن يصدمه نيزك متفجر يمكن أن يسبب انقراض كل الحياة المعقدة على الكوكب.

يُستثنى من البند الأول المجالات الخارجية للمجرة، بينما يُستثنى من البندين الثاني والثالث المناطق المجرية الداخلية. لذلك ربما تكون المنطقة المجرية الصالحة للحياة عبارة عن حلقة محصورة بين مركزها غير الصالح للحياة والمجالات الخارجية.
يجب أن يحافظ النظام الكوكبي الصالح للحياة أيضًا على موقعه الملائم لمدة طويلة كفاية لتطور عليه حياة معقدة. سيمر المدار المجري لنجم ذات انحراف مداري (إهليلجي أو زائدي) عبر بعض الأذرع الحلزونية، وهي مناطق ذات كثافة نجمية عالية غير مناسبة. لذلك يجب أن يتميز النجم الداعم للحياة بمدار مجري دائري تقريبًا، ذات تزامن وثيق بين السرعة المدارية للنجم والسرعة المدارية للأذرع الحلزونية. يقيد هذا أيضًا المنطقة المجرية الصالحة للحياة ضمن نطاق ضيق من المسافات عن المركز المجري إلى حد ما. حسب لاينويفر وآخرون يجب أن تكون هذه المنطقة حلقة نصف قطرها بين 7000 و9000 فرسخ فلكي، ولا تحتوي على ما يزيد عن 10% من النجوم في مجرة درب التبانة، أي نحو 20 إلى 40 مليار نجم. قام غونزالس وآخرون بتخفيض هذا الرقم إلى النصف، وقدروا أنّه على الأكثر تقع 5% من النجوم في مجرة درب التبانة في المنطقة المجرية الصالحة للحياة.
إنّ 77% تقريبًا من المجرات المرصودة هي مجرات حلزونية، ثُلثي المجرات الحلزونية كلها عبارة عن مجرات ضلعية، وأكثر من نصف المجرات التي تشبه درب التبانة تظهر أذرع متعددة. وفقًا لفرضية الأرض النادرة فإنّ مجرتنا هادئة وخافتة بشكل غير عادي (انظر إلى الأسفل)، وهي تمثّل 7% من نوعها فقط. ورغم ذلك، سيظل هذا يمثّل أكثر من 200 مليار مجرة في الكون المعروف.
تظهر مجرتنا أيضًا بأنها مناسبة بشكل غير عادي، إذ أنها عانت من اصطدامات أقل مع المجرات الأخرى على مدى آخر عشرة مليارات عام. والتي كان من الممكن أن تتسبب بمستعرات عظمى واضطرابات أخرى أكثر. يبدو أيضًا أنّ الثقب الأسود المركزي لدرب التبانة لا يتمتع بنشاط قوي جدًا أو ضعيف جدًا.
يكاد يكون مدار الشمس حول مركز درب التبانة دائري تمامًا بالفعل، ويستغرق ليكمل دورة واحدة 226 مليون عام، ويكاد يكون مطابقًا لفترة التناوب الخاصة بالمجرة. ومع ذلك، تتجمع غالبية النجوم في المجرات الحلزونية الضلعية في الأذرع الحلزونية بدلًا من الهالة، وتميل إلى الحركة في مدارات متراصفة بشكل تثاقلي، لذلك يوجد القليل من النجوم غير الاعتيادية حول مدار الشمس. بينما تتنبأ فرضية الأرض النادرة أنّ الشمس وإن حدث ذلك فنادرًا ما عبرت الذراع الحلزوني منذ تشكلها، حسبت الفلكية كارين ماسترز أنّ مدار الشمس سيعبر خلال ذراع حلزوني رئيسي كل 100 مليون عام تقريبًا. أشار بعض الباحثين أنّ العديد من حالات الانقراض الجماعي تتوافق مع العبورات السابقة للأذرع الحلزونية.

### الدوران على المسافة المناسبة من نجم ذات نوع المناسب
يشير النموذج الأرضي إلى أنّ الحياة المعقدة تتطلب ماءً سائلًا، وهذا يتطلب مسافات مدارية ليست قريبة كثيرًا وليست بعيدة كثيرًا عن النجم المركزي، ومقياس آخر للمنطقة الصالحة للحياة أو مبدأ الاعتدال: تختلف المنطقة الصالحة للسكن حسب نوع النجم وعمره.  
يجب أن يكون النجم مستقر بشكل كبير من أجل حياة متطورة، ويكون النجم نموذجيًا عندما يكون في منتصف حياته، أي يبلغ عمره نحو 4.6 مليار عام. إنّ المعدنية والحجم الملائمين مهمين أيضًا في الاستقرار. تمتلك الشمس تغيّر لمعان منخفض يبلغ 0.1%. لم يُكتشف حتى يومنا هذا نجم توأم للشمس يطابق بشكل دقيق تغير لمعان الشمس، على الرغم من اقتراب بعضها من ذلك. يجب ألا يمتلك النجم مرافقات نجمية كما هو الحال في النظام الثنائي، لأنّ هذا سيشوش مدارات الكواكب. تشير التقديرات إلى أنّ 50% أو أكثر من جميع الأنظمة النجمية هي أنظمة ثنائية. تتحرك المنطقة الصالحة للحياة بالنسبة لنجوم النسق الأساسي بشكل تدريجي جدًا إلى الخارج خلال فترة حياتها حتى تصبح أقزام بيضاء وتتلاشى المنطقة الصالحة للحياة.
يسبب الماء السائل والغازات الأخرى المتوفرة في المنطقة الصالحة للسكن الاحتباس الحراري. على الرغم من احتواء الغلاف الجوي للأرض على تركيز بخار الماء الذي يتراوح من %0 (في المناطق القاحلة) و4% (في الغابات المطيرة ومناطق المحيطات) و408.05[بحاجة لمصدر] جزء من المليون فقط -حتى فبراير عام 2018- من ثاني أوكسيد الكربون. تكفي هذه الكميات الصغيرة لرفع متوسط درجة حرارة السطح نحو 40 درجة مئوية، مع المساهمة الأكبر لبخار الماء، الذي يشكل مع الغيوم ما بين 66% إلى 85% من الاحتباس الحراري، بينما يساهم ثاني أوكسيد الكربون ما بين 9% إلى 26% من هذا الاحتباس.

## متطلبات الحياة المعقدة
تناقش فرضية الأرض النادرة أنّ تطور التعقيد الحيوي يحتاج إلى مجموعة من الظروف وليدة الصدفة مثل المنطقة المجرية الصالحة للحياة، وامتلاك النجم المركزي والنظام الكوكبي الميزات المطلوبة، والنطاق الصالح للحياة، وأن يكون الكوب صخري ذات حجم مناسب، وأن يتميّز بعملاق غازي حارس مثل المشتري والأقمار الطبيعية الكبيرة، والشروط اللازمة للتأكد من أنّ الكوكب يمتلك غلافًا مغناطيسيًأ وصفائح تكتونية، وكيمياء الغلاف الصخري، والغلاف الجوي، والمحيطات، ودور المضخات التطورية مثل التجلد الهائل وتأثيرات النيازك المتفجرة النادرة، وأي شيء يؤدي إلى ظهور خلية حقيقية النوى، والتكاثر الجنسي، والانفجار الكامبري للحيوانات، والنباتات، والشُّعب. ربما تطلب تطور ذكاء الإنسان المزيد من الأحداث حتى الآن، والتي من غير المحتمل أن تحدث بشكل كبير لولا حدث انقراض العصر الطباشيري-الباليوجيني منذ 66 مليون عام، الذي قضى على الديناصورات باعتبارها الفقاريات الأرضية السائدة.
يناقش وارد وبراونلي أنّه من المفروض أن تقع العديد من المتغيرات في مجالات ضيقة لدعم كوكب صخري صغير للحياة المعقدة. إنّ الكون ضخم جدًا بحيث يمكن أن يحتوي على العديد من الكواكب المشابهة للأرض. لكن إن وجدت مثل هذه الكواكب فمن المحتمل أن تفصل بينها عدة آلاف من السنوات الضوئية.
قد تمنع هذه المسافات التواصل بين أي نوع ذكي يتطور على مثل هذه الكواكب، ويمكن لهذا حل مفارقة فيرمي: «إن كانت الكائنات الفضائية في الكواكب الصخرية الخارجية شائعة، فلماذا ليست ظاهرة؟»

## الموقع الصحيح في نوع المجرة المناسب
تشير الأرض النادرة إلى أنّ الكثير من الكون المعروف بما في ذلك أجزاء كبيرة من مجرتنا هي «مناطق ميتة» غير قادرة على دعم الحياة المعقدة. تشكل تلك الأجزاء من المجرة حيث الحياة المعقدة ممكنة المنطقة المجرية الصالحة للحياة، تتميز بشكل أساسي بالمسافة عن المركز المجري. عندما تزداد هذه المسافة:
تنخفض معدنية النجوم. إنّ المعادن (التي تعني في علم الفلك جميع العناصر ما عدا الهيدروجين والهيليوم) ضرورية لتشكل الكواكب الأرضية (الصخرية).
تنخفض شدة أشعة إكس وأشعة غاما الصادرة عن الثقب الأسود الموجود في المركز المجري وعن النجوم النيوترونية القريبة. وبالتالي فإنّ الكون المبكر، والمناطق المجرية الحالية حيث الكثافة النجمية عالية والمستعرات العظمى شائعة ستكون مناطق ميتة.
يقل احتمال الاضطراب التثاقلي للكواكب والكواكب المصغرة بسبب النجوم القريبة عندما تتناقص كثافة النجوم. ولذلك كلما كان الكوكب بعيدًا عن مركز المجرة أو عن الذراع الحلزوني، كلما قل احتمال أن يصدمه نيزك متفجر يمكن أن يسبب انقراض كل الحياة المعقدة على الكوكب.
يُستثنى من البند الأول المجالات الخارجية للمجرة، بينما يُستثنى من البندين الثاني والثالث المناطق المجرية الداخلية. لذلك ربما تكون المنطقة المجرية الصالحة للحياة عبارة عن حلقة محصورة بين مركزها غير الصالح للحياة والمجالات الخارجية.
يجب أن يحافظ النظام الكوكبي الصالح للحياة أيضًا على موقعه الملائم لمدة طويلة كفاية لتطور عليه حياة معقدة. سيمر المدار المجري لنجم ذات انحراف مداري (إهليلجي أو زائدي) عبر بعض الأذرع الحلزونية، وهي مناطق ذات كثافة نجمية عالية غير مناسبة. لذلك يجب أن يتميز النجم الداعم للحياة بمدار مجري دائري تقريبًا، ذات تزامن وثيق بين السرعة المدارية للنجم والسرعة المدارية للأذرع الحلزونية. يقيد هذا أيضًا المنطقة المجرية الصالحة للحياة ضمن نطاق ضيق من المسافات عن المركز المجري إلى حد ما. حسب لاينويفر وآخرون يجب أن تكون هذه المنطقة حلقة نصف قطرها بين 7000 و9000 فرسخ فلكي، ولا تحتوي على ما يزيد عن 10% من النجوم في مجرة درب التبانة، أي نحو 20 إلى 40 مليار نجم. قام غونزالس وآخرون بتخفيض هذا الرقم إلى النصف، وقدروا أنّه على الأكثر تقع 5% من النجوم في مجرة درب التبانة في المنطقة المجرية الصالحة للحياة.
إنّ 77% تقريبًا من المجرات المرصودة هي مجرات حلزونية، ثُلثي المجرات الحلزونية كلها عبارة عن مجرات ضلعية، وأكثر من نصف المجرات التي تشبه درب التبانة تظهر أذرع متعددة. وفقًا لفرضية الأرض النادرة فإنّ مجرتنا هادئة وخافتة بشكل غير عادي (انظر إلى الأسفل)، وهي تمثّل 7% من نوعها فقط. ورغم ذلك، سيظل هذا يمثّل أكثر من 200 مليار مجرة في الكون المعروف.
تظهر مجرتنا أيضًا بأنها مناسبة بشكل غير عادي، إذ أنها عانت من اصطدامات أقل مع المجرات الأخرى على مدى آخر عشرة مليارات عام. والتي كان من الممكن أن تتسبب بمستعرات عظمى واضطرابات أخرى أكثر. يبدو أيضًا أنّ الثقب الأسود المركزي لدرب التبانة لا يتمتع بنشاط قوي جدًا أو ضعيف جدًا.
يكاد يكون مدار الشمس حول مركز درب التبانة دائري تمامًا بالفعل، ويستغرق ليكمل دورة واحدة 226 مليون عام، ويكاد يكون مطابقًا لفترة التناوب الخاصة بالمجرة. ومع ذلك، تتجمع غالبية النجوم في المجرات الحلزونية الضلعية في الأذرع الحلزونية بدلًا من الهالة، وتميل إلى الحركة في مدارات متراصفة بشكل تثاقلي، لذلك يوجد القليل من النجوم غير الاعتيادية حول مدار الشمس. بينما تتنبأ فرضية الأرض النادرة أنّ الشمس وإن حدث ذلك فنادرًا ما عبرت الذراع الحلزوني منذ تشكلها، حسبت الفلكية كارين ماسترز أنّ مدار الشمس سيعبر خلال ذراع حلزوني رئيسي كل 100 مليون عام تقريبًا. أشار بعض الباحثين أنّ العديد من حالات الانقراض الجماعي تتوافق مع العبورات السابقة للأذرع الحلزونية.
الدوران على المسافة المناسبة من نجم ذات نوع المناسب
يشير النموذج الأرضي إلى أنّ الحياة المعقدة تتطلب ماءً سائلًا، وهذا يتطلب مسافات مدارية ليست قريبة كثيرًا وليست بعيدة كثيرًا عن النجم المركزي، ومقياس آخر للمنطقة الصالحة للحياة أو مبدأ الاعتدال: تختلف المنطقة الصالحة للسكن حسب نوع النجم وعمره.  
يجب أن يكون النجم مستقر بشكل كبير من أجل حياة متطورة، ويكون النجم نموذجيًا عندما يكون في منتصف حياته، أي يبلغ عمره نحو 4.6 مليار عام. إنّ المعدنية والحجم الملائمين مهمين أيضًا في الاستقرار. تمتلك الشمس تغيّر لمعان منخفض يبلغ 0.1%. لم يُكتشف حتى يومنا هذا نجم توأم للشمس يطابق بشكل دقيق تغير لمعان الشمس، على الرغم من اقتراب بعضها من ذلك. يجب ألا يمتلك النجم مرافقات نجمية كما هو الحال في النظام الثنائي، لأنّ هذا سيشوش مدارات الكواكب. تشير التقديرات إلى أنّ 50% أو أكثر من جميع الأنظمة النجمية هي أنظمة ثنائية. تتحرك المنطقة الصالحة للحياة بالنسبة لنجوم النسق الأساسي بشكل تدريجي جدًا إلى الخارج خلال فترة حياتها حتى تصبح أقزام بيضاء وتتلاشى المنطقة الصالحة للحياة.
يسبب الماء السائل والغازات الأخرى المتوفرة في المنطقة الصالحة للسكن الاحتباس الحراري. على الرغم من احتواء الغلاف الجوي للأرض على تركيز بخار الماء الذي يتراوح من %0 (في المناطق القاحلة) و4% (في الغابات المطيرة ومناطق المحيطات) و408.05 جزء من المليون فقط -حتى فبراير عام 2018- من ثاني أوكسيد الكربون. تكفي هذه الكميات الصغيرة لرفع متوسط درجة حرارة السطح نحو 40 درجة مئوية، مع المساهمة الأكبر لبخار الماء، الذي يشكل مع الغيوم ما بين 66% إلى 85% من الاحتباس الحراري، بينما يساهم ثاني أوكسيد الكربون ما بين 9% إلى 26% من هذا الاحتباس.